# جانا الهوى (أغنية)
جانا الهوى أو جانا الهوا، هي أغنية كتب كلماتها محمد حمزة، ولحنها بليغ حمدي، وغناها عبد الحليم حافظ. غنى عبد الحليم الأغنية أولاً في المسارح، وبعد أن حققت نجاحاً كبيراً قدمها في فلم أبي فوق الشجرة عام 1969.

## لحن الأغنية
لحن الأغنية مكون من عدة كبليهات لُحِنت على المقام الموسيقي المفضل لبليغ حمدي وهو المقام بياتي.

### كلمات الاغنية[2]
جانا الهوى جانا

ورمانا الهوى رمانا

ورمش الآسمراني

شبكنا بالهوا

اه ما رمانا الهوى ونعسنا

واللي شبكنا يخلصنا

دا حبيبي شغل بالي

اه يابا يابا شغل بالي

يا راميني بسحر عينيك الاتنين

ما تقولي واخدني ورايح فين

على جرح جديد

ولا لتنهيد

ولا ع الفرح موديني

انا بسأل ليه

واحتار كدا ليه

بكرا الآيام حتوريني

خلينا كدا علطول ماشيين

اه ما رمانا الهوا ونعسنا

واللي شبكنا يخلصنا
عدينا يا شوق عدينا

على بر الهوى رسينا

دنا عمري معاه

وهوايا هواه

عدينا يا شوق عدينا

زوق يا نسيم خطاوينا

ويا نجوم السما ضمينا

وخدينا بعيد وحدينا

خلينا كدا علطول ماشيين

ما رمانا الهوى ونعسنا

واللي شبكنا يخلصنا

دا حبيبي شغل بالي

اه يابا يابا شغل بالي
طوحنا

يا هوا اه يا هوا

طوحنا

وامانة ما يوم يا هوا

اه يا هوا

تجرحنا

وتقربنا

ما تبعدنا

وتفرحنا بحبايبنا

وان خدنا الشوق مرجحنا

خلينا كدا علطول ماشيين

ما رمانا الهوى ونعسنا

واللي شبكنا يخلصنا

دا حبيبي شغل بالي

اه يابا يابا شغل بالي

### تصوير الأغنية
تم تصوير الأغنية كجزء من فلم أبي فوق الشجرة. وأخذت اللقطات الخارجية في بيروت. أخذت اللقطات من مزار حاريصا ومعابد بعلبك بالإضافة إلى تلفريك جعيتا وصخرة الروشة. الجدير بالذكر أن مشاهد الأغنية احتوت على الكثير من اللقطات الحميمية بين عبد الحليم ونادية لطفي مما ساهم في منع عرض الفلم في التلفزيون.